# 浦賀駅
浦賀駅（うらがえき）は、神奈川県横須賀市浦賀一丁目にある、京浜急行電鉄（京急）本線の駅。本線の終着駅である。駅番号はKK64。

## 歴史
- 1930年（昭和5年）4月1日 - 開業[1]。
- 1957年（昭和32年） - 駅舎を築堤上（現在地）に移転。
- 1972年（昭和47年）12月 - 6両分のホーム有効長が8両分に延ばされる[2]。
- 1973年（昭和48年）12月3日 - 駅改良工事竣工[2]。
- 2008年（平成20年）11月21日 - 接近メロディを導入。「ゴジラのテーマ」が採用された[3]。

## 駅構造
8両編成対応の島式ホーム1面2線を有する地上駅。線路は当駅の構内で途切れている。線路は概ね南北に走り、駅舎はホームの南側に接した高台にあり、通路によって地上と連絡している。1957年（昭和32年）以前には地上、つまり現在のバスターミナル部分に設置されていた。昭和50年代前半まで、駅前の横断歩道を跨ぐコンクリートの鉄橋受跡が存在し、久里浜方面に引き上げ線跡が存在した（現在の駐車場、駐輪場）。また、現在の京急ストア建設前は有効長の短いホームや留置線が存在し、かつての繁栄時代を残していた。

### のりば
| 番線 | 路線 | 行先           |
| ---- | ---- | -------------- |
| 1・2 | 本線 | 横浜・品川方面 |

かつては、当駅より先、久里浜・三崎方面への延伸が計画されていた。しかし、太平洋戦争に際して久里浜への早急な鉄道延伸が求められたとき、浦賀経由ではトンネル掘削に時間を要することなどから、堀ノ内駅から別に久里浜線が建設された。その後本線の堀ノ内駅以南は実質支線扱いとなっており、平日朝と夜間に特急列車が発着（夜間は浦賀着のみ）する以外、普通列車のみが運行されている。
2013年2月、駅舎部分のみ、駅名表示板が京急蒲田駅と同様の物に更新されたが、順次ホーム部分も更新された。また、C-ATS使用開始時から車止めが更新され、停止位置が従来より若干品川寄りに変更された。

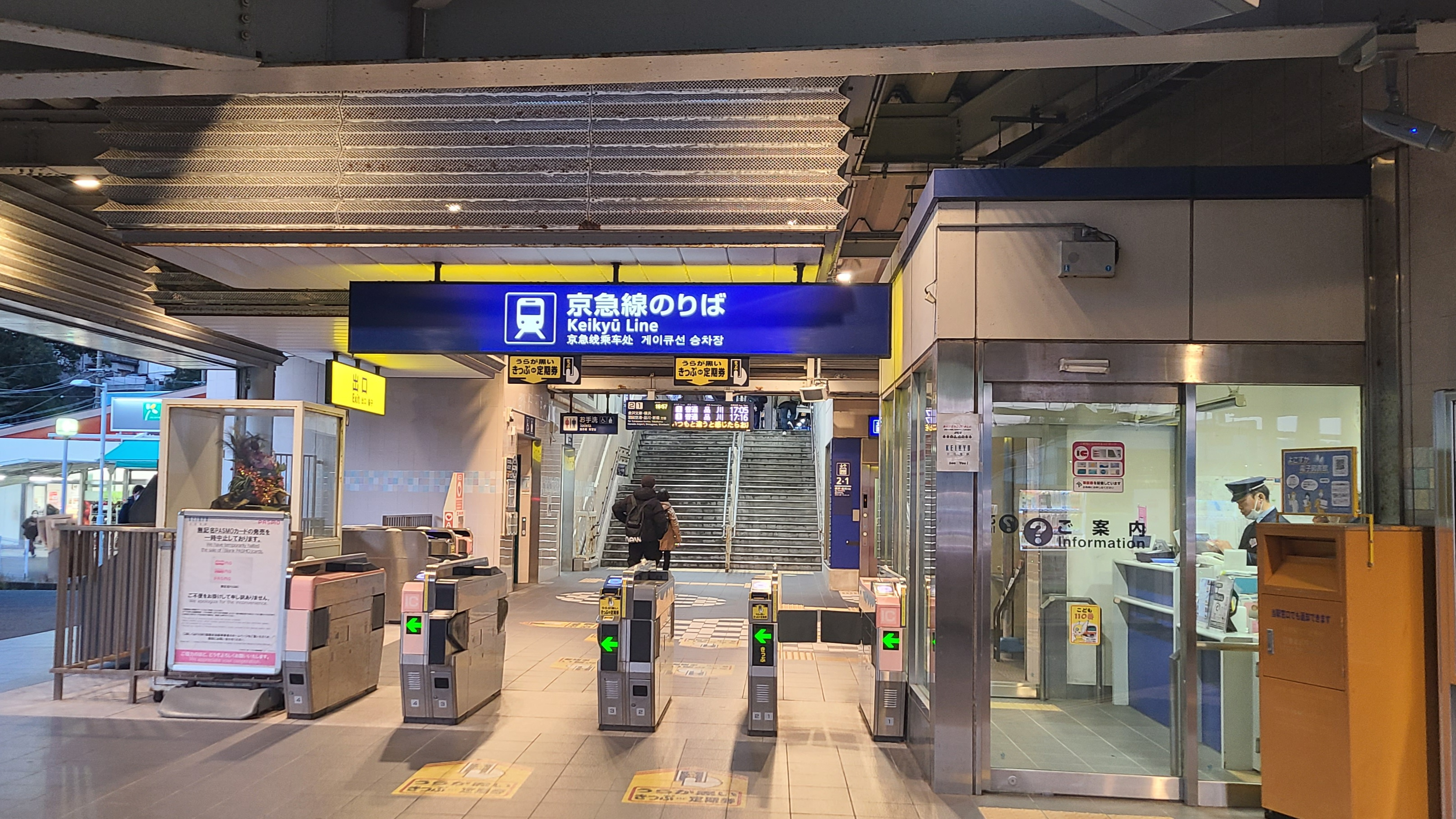
改札口（2025年1月）
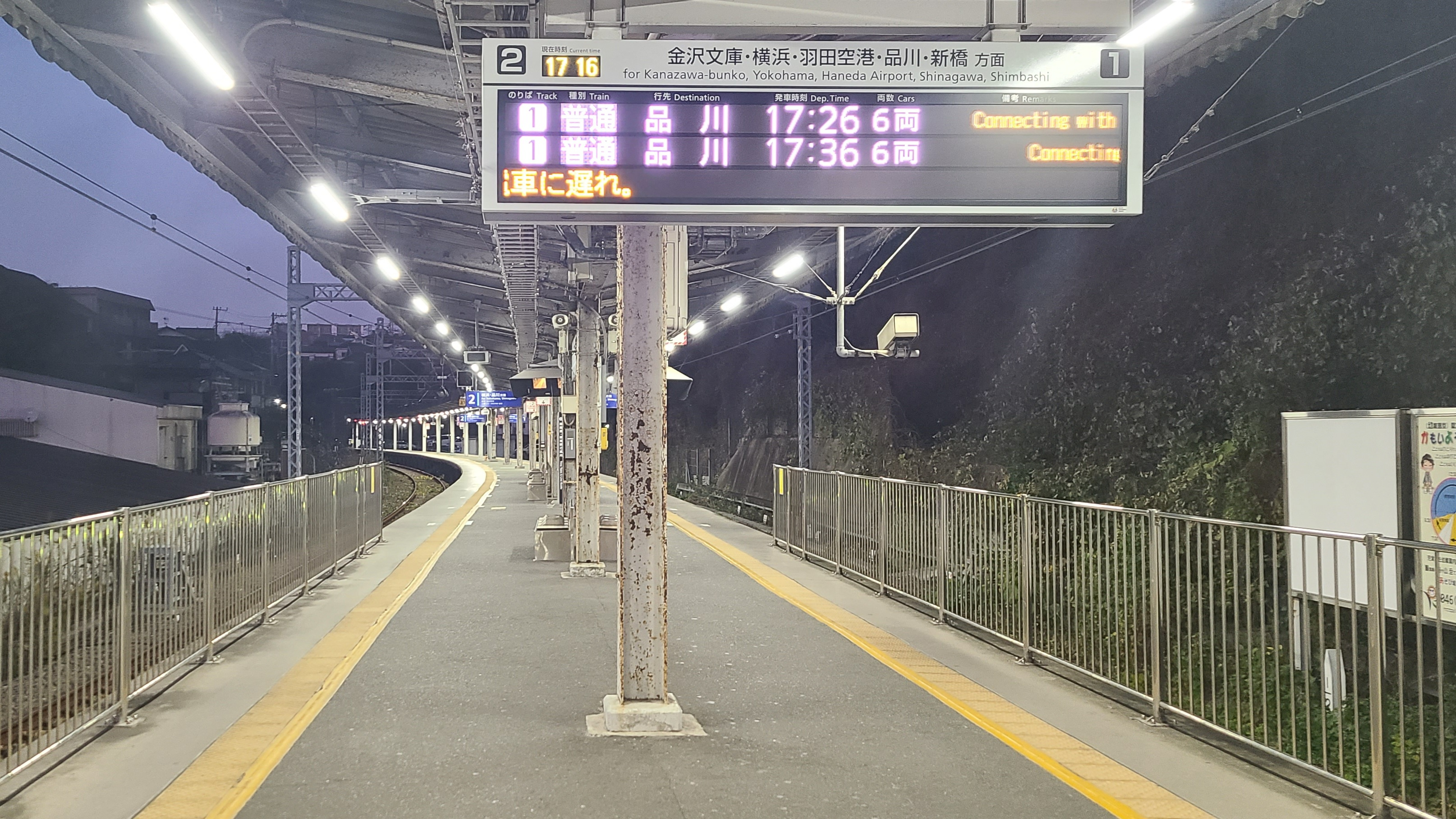
ホーム（2025年1月）
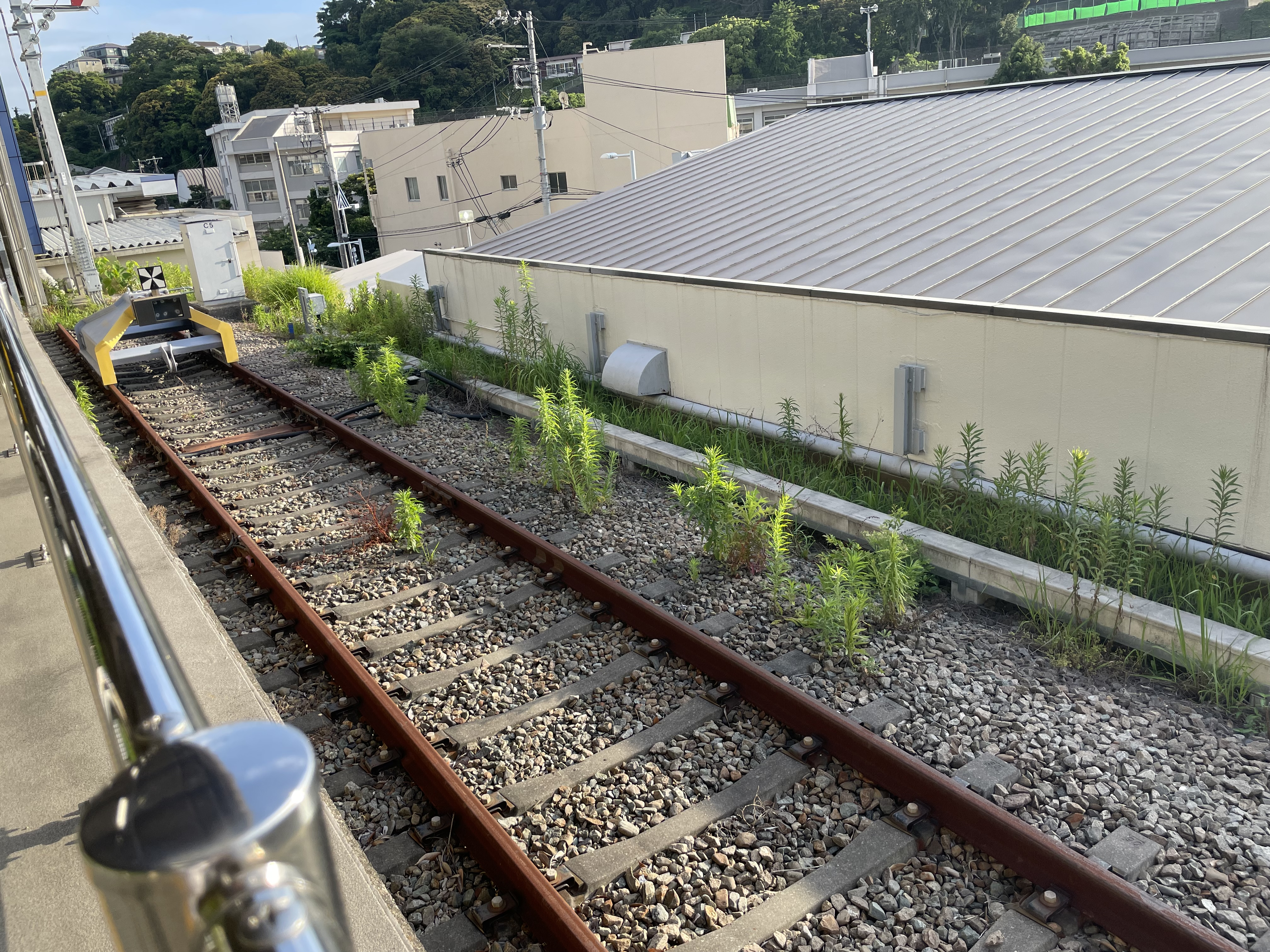
車止め（2021年6月）

### 接近メロディ
ゴジラが当駅付近の観音崎にある「たたら浜」に上陸したという設定に因み、2008年11月21日から、映画『ゴジラ』のメインテーマ（伊福部昭作曲）をアレンジしたものを接近メロディとして使用している。メロディはスイッチの制作で、編曲は塩塚博が手掛けた。

## 利用状況
2024年（令和6年）度の1日平均乗降人員は16,478人であり、京急線全72駅中33位。
近年の1日平均乗降人員と乗車人員の推移は下記の通り。
| 年度               | 1日平均 乗降人員 | 1日平均 乗車人員 | 出典     |
| ------------------ | ---------------- | ---------------- | -------- |
| 1995年（平成07年） |                  | 16,008           | [ * 1 ]  |
| 1998年（平成10年） |                  | 14,304           | [ * 2 ]  |
| 1999年（平成11年） |                  | 14,174           | [ * 3 ]  |
| 2000年（平成12年） |                  | 13,800           | [ * 3 ]  |
| 2001年（平成13年） |                  | 13,481           | [ * 4 ]  |
| 2002年（平成14年） | 26,866           | 13,386           | [ * 5 ]  |
| 2003年（平成15年） | 26,674           | 13,135           | [ * 6 ]  |
| 2004年（平成16年） | 26,197           | 12,975           | [ * 7 ]  |
| 2005年（平成17年） | 25,818           | 12,793           | [ * 8 ]  |
| 2006年（平成18年） | 25,503           | 12,641           | [ * 9 ]  |
| 2007年（平成19年） | 25,152           | 12,518           | [ * 10 ] |
| 2008年（平成20年） | 24,618           | 12,309           | [ * 11 ] |
| 2009年（平成21年） | 24,009           | 12,008           | [ * 12 ] |
| 2010年（平成22年） | 23,331           | 11,662           | [ * 13 ] |
| 2011年（平成23年） | 22,748           | 11,353           | [ * 14 ] |
| 2012年（平成24年） | 22,448           | 11,225           | [ * 15 ] |
| 2013年（平成25年） | 22,440           | 11,215           | [ * 16 ] |
| 2014年（平成26年） | 21,753           | 11,161           | [ * 17 ] |
| 2015年（平成27年） | 21,750           | 10,875           | [ * 18 ] |
| 2016年（平成28年） | 21,374           | 10,695           | [ * 19 ] |
| 2017年（平成29年） | 21,064           | 10,638           | [ * 20 ] |
| 2018年（平成30年） | 20,853           | 10,537           | [ * 21 ] |
| 2019年（令和元年） | 20,199           | 10,100           | [ * 22 ] |
| 2020年（令和02年） | 15,181           |                  |          |
| 2021年（令和03年） | 15,655           |                  |          |
| 2022年（令和04年） | 16,394           |                  |          |
| 2023年（令和05年） | 16,629           |                  |          |
| 2024年（令和06年） | 16,478           |                  |          |

## 駅周辺

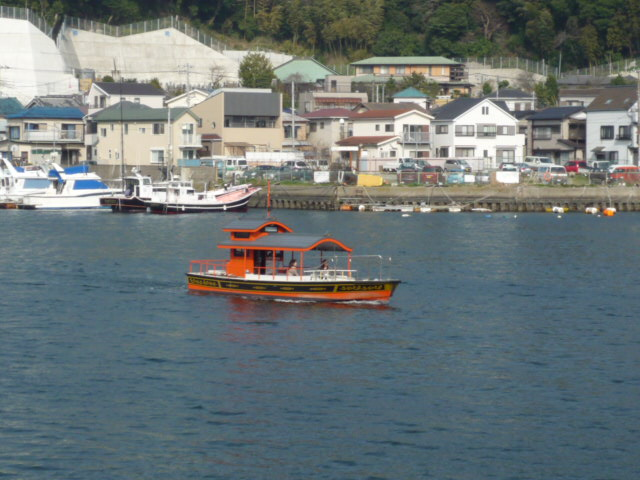
西渡船場から愛宕丸を撮影

- 浦賀商友会
- 浦賀の渡し - 浦賀港内を結ぶ渡し船
- 京急ストア浦賀店
- 横浜銀行浦賀支店
- 神奈川県警横須賀南警察署
- 横須賀市役所浦賀行政センター
- 横須賀市南消防署浦賀出張所
- 横須賀浦賀一郵便局
- 横須賀浦賀郵便局
- 横須賀新町郵便局
- 横須賀かもめ団地内郵便局
- 横須賀鴨居郵便局
- 横須賀走水簡易郵便局
- 浦賀港
- 浦賀生活協同組合
- 浦賀文化センター（兼郷土資料館）
- 旧浦賀ドック
- 観音崎
- 横須賀美術館
- 燈明堂
- 防衛大学校
- 横須賀市立浦賀小学校
- 横須賀市立浦賀中学校
- 横須賀市立小原台小学校
- 横須賀市立鴨居小学校
- 横須賀市立鴨居中学校
- かながわ信用金庫浦賀支店
- 湘南信用金庫浦賀支店
- JAよこすか葉山浦賀支店

## バス路線
駅前に設置されている「浦賀駅」が最寄りバス停。駅出入口の通路下にあるバスロータリー及び県道208号上にそれぞれ乗り場がある。全路線京浜急行バスによる運行。発着する路線の詳細は京浜急行バス久里浜営業所を参照。
- 1番乗り場（駅前バスロータリー内）
  - 浦2・須26 - かもめ団地行
  - 浦3 - 観音崎行
- 2番乗り場（県道208号南方向）
  - 浦5 - 浦賀丘三丁目公園行 ※朝・日中のみ
  - 久10 - JR久里浜駅・京急久里浜駅行（高坂経由）
  - 久19 - 京急久里浜駅行（千代ヶ崎経由）
- 県道208号西方向
  - 須25・須26 - 横須賀駅行 ※朝・日中のみ

## 隣の駅
京浜急行電鉄
 本線
■特急・■普通
馬堀海岸駅 (KK63) - 浦賀駅 (KK64)